# Мавзолей Сейида Яхья Бакуви
Мавзолей Сейида Яхья Бакуви (азерб. Seyid Yəhya Bakuvinin türbəsi) — мавзолей, построенный приблизительно в 1457-1463 годах, во второй половине XV века, в Баку. Располагается в центре среднего двора комплекса Дворца Ширваншахов. В народе известен как мавзолей «дервиша» и назван по имени философа, мыслителя и придворного астролога Сейида Яхья Бакуви. Мавзолей Сейида Яхьи Бакуви принадлежит к лучшим образцам мемориального строительства северных областей Азербайджана. В составе комплекса Дворца Ширваншахов и Девичьи Башни является Объектом Всемирного наследия ЮНЕСКО. Согласно постановлению Кабинета Министров Азербайджанской Республики от 2 августа 2001 года, мавзолей находится под охраной в качестве недвижимого памятника истории и культуры государственного значения. 

## Описание

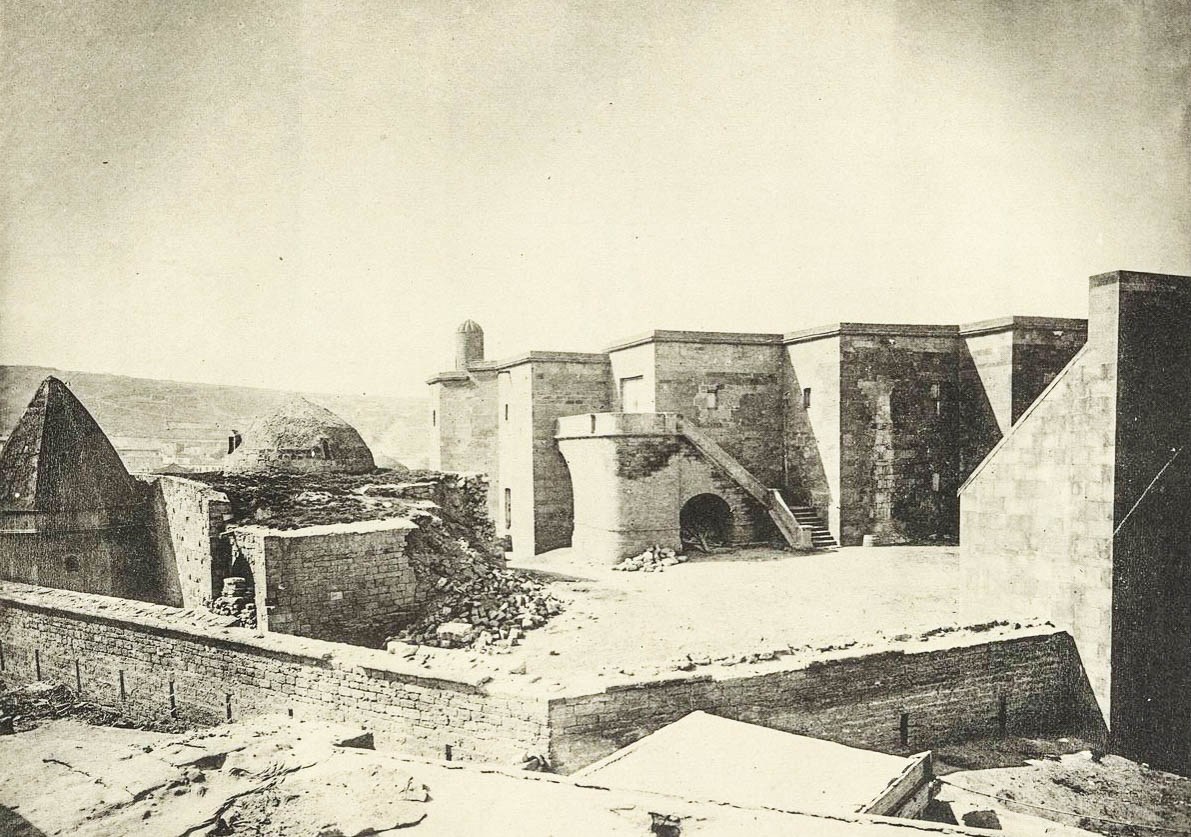
Мавзолей Бакуви с пристроенной к нему «старой» мечетью на фотографии Ричарда Тиле

Это место погребения Сейида Яхья Бакуви, который был ученым при дворе ширваншаха Халилуллы I. Мавзолей разделяется на две части: надземную и подземную. Верхняя часть мавзолея служила для совершения культовых обрядов. Погребальный склеп находился в подвале под мавзолеем. 
Мавзолей небольшого размера, имеющий восьмиугольную призматическую форму перекрыт коническим каменным куполом. Форма эта необычна для памятников Баку и Апшерона. Такого рода сооружения встречаются за пределами Баку и частично в Шемахинском районе.

## Архитектура
Каменное здание имело восьмигранную форму, а также была увенчана восьмиугольным шатровым куполом.  

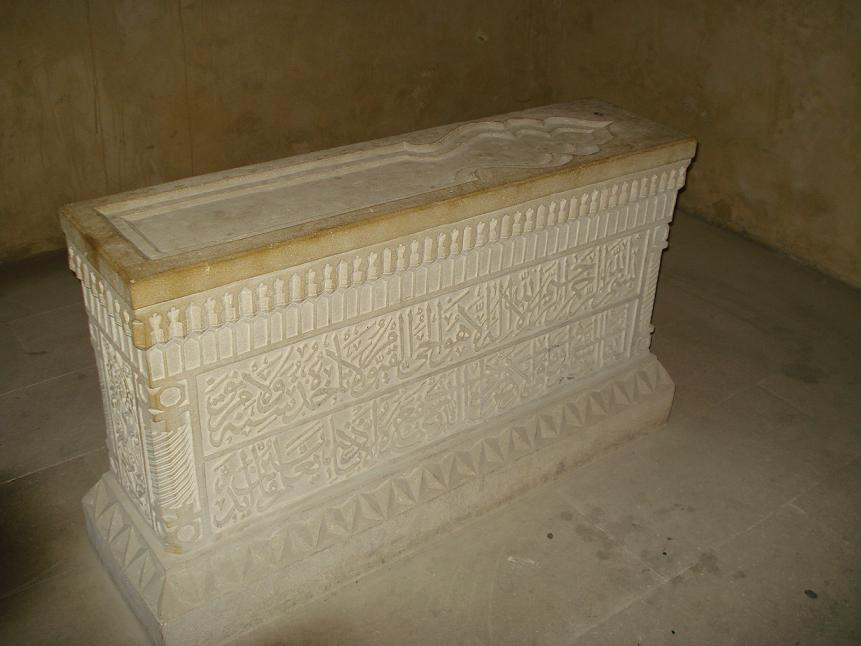
Надгробный камень в погребальном склепе

Мавзолей был пристроен к старой мечети, известной под названием мечети Кей-Кубада. Именно в этой мечети Сейида Яхья Бакуви работал, молился, преподавал. Мечеть эта была построена в годы правления ширваншаха Кей-Кубада в XIV веке и названа его именем. Но в 1918 году мечеть сгорела во время пожара, и в настоящее время от неё остался лишь фундамент.

## Реставрация
С июня по октябрь 2003 года за счет средств ЮНЕСКО проводились реставрационные работы. Внутренние и внешние покрытия были устланы камнем и были смонтированы новые деревянные двери. Орнаменты также были восстановлены. В нижнем этаже гробницы, где находился погребальный склеп Бакуви установлен символический надгробный камень. Также проводилась работа по охране наследия.